# Microtropis xizangensis
Microtropis xizangensis är en benvedsväxtart som beskrevs av Q.W.Lin och Z.X.Zhang. Microtropis xizangensis ingår i släktet Microtropis och familjen Celastraceae. Inga underarter finns listade.